# Honrubia
Honrubia é um município da Espanha, na província de Cuenca, comunidade autônoma de Castela-Mancha. Tem 110,34 km² de área e em 2021 tinha 1 507 habitantes (densidade: 13,7 hab./km²). Limita com os municípios de Castillo de Garcimuñoz, Torrubia del Castillo, Valverde del Júcar, Hontecillas, Buenache de Alarcón, Alarcón, Cañada Juncosa, El Cañavate, Santa María del Campo Rus e Pinarejo.